# Казылино
Казы́лино (тат. Казиле) — деревня в Арском районе Республики Татарстан, в составе Старокырлайского сельского поселения.

## Этимология
Топоним произошёл от татарских слов «каз» (гусь) и «ил» (страна, край).

## География
Деревня расположена на реке Казанка, в 5 км к северо-востоку от города Арска.

## История
Деревня известна со времен Казанского ханства.
В XVIII — первой половине XIX века жители деревни числились государственными крестьянами. Основные занятия жителей в этот период — земледелие и скотоводство, был распространён отхожий промысел.
В XIX веке в деревне действовала мечеть. На рубеже XIX—XX веков был построен комплекс зданий мечети и медресе.
Новометодное медресе было известно далеко за пределами уезда как одно из наиболее престижных и благоустроенных учебных заведений.
В начале XX века в деревне действовали мечеть, медресе, водяная мельница, 2 мелочные лавки. В этот период земельный надел сельской общины составлял 1277,6 десятины.
До 1920 года деревня входила в Кармышскую волость Казанского уезда Казанской губернии. С 1920 года в составе Арского кантона ТАССР. С 10 августа 1930 года в Арском районе.
В 1929 году в деревне был организован первый колхоз, с 1996 года коллективное предприятие «Игенче», с 2017 года «Агрофирма «Казанка».

## Население
| 1782 | 1859 | 1897 | 1908 | 1920 | 1926 | 1938 | 1949 | 1958 | 1970 | 1979 | 1989 | 2002 | 2010 | 2015 |
| ---- | ---- | ---- | ---- | ---- | ---- | ---- | ---- | ---- | ---- | ---- | ---- | ---- | ---- | ---- |
| 147  | 521  | 668  | 930  | 890  | 840  | 650  | 567  | 375  | 276  | 215  | 157  | 148  | 133  | 139  |

Национальный состав деревни — татары.

## Экономика
Жители работают преимущественно в «Агрофирме «Казанка», занимаются полеводством, молочным скотоводством.

## Инфраструктура
Действует начальная школа (размещается в здании бывшей мечети).

## Религия
Комплекс зданий мечети (1899 г., памятник культовой архитектуры в стиле эклектики национально-романтического направления с преобладанием восточно-мусульманских мотивов) и медресе (памятник архитектуры в стиле эклектики классицистического направления), который является памятником историко-культурного наследия.